# 高顕寺 (須坂市)
高顕寺（こうけんじ）は、長野県須坂市にある真言宗豊山派の寺院。寺号は妙徳山。

## 概要
寺伝によると、創建は奈良時代、山岳修験道の寺として行基によって開基された。奈良県の長谷寺の末寺。本堂の本尊は千手十一面観音、観音堂の本尊は不動明王である。大谷不動尊の里宮かつ別当寺であり、奥宮は菅平の根子岳の深い谷にある。毎5月15日には「お山上がり」として本尊を山中の奥の院まで運び、毎年10月15日には「お山下がり」として里宮に戻す。
境内にあるエドヒガンは、須坂市指定天然記念物。